# تازه‌کار (مجموعه تلویزیونی)
تازه‌کار (به انگلیسی: The Rookie) یک سریال تلویزیونی کمدی جنایی آمریکایی است که توسط الکسی هاولی برای شبکه ای بی سی ایجاد شده‌است. این سریال داستان مردی به نام جان نولان است یک مرد چهل ساله که پیرترین‌ تازه‌کار در اداره پلیس لس آنجلس است.
بازیگران سرشناس این فیلم شامل ناتان فیلیون، الیسا دیاز، ریچارد ت. جونز، تیتو مکین، مرسدس مسیون، ملیسا اونیل، آفتون ویلیامسون و اریک وینتر هستند. این سریال برای فصل ششم تمدید شد که قرار است در ۲۰ فوریه ۲۰۲۴ پخش شود.

## داستان
این سریال دربارهٔ جان نولان، مردی چهل و پنج ساله تازه طلاق گرفته از پنسیلوانیا است که پس از کمک ناخواسته به افسران پلیس در جریان سرقت از بانک، به لس آنجلس نقل مکان می‌کند تا شغل جدیدی را دنبال کند. یک افسر پلیس در اداره پلیس لس آنجلس (LAPD). نولان پس از فارغ‌التحصیلی از آکادمی پلیس به‌عنوان مسن‌ترین تازه‌کار در این نیرو، باید ماهیت خطرناک و غیرقابل پیش‌بینی شغل خود را دنبال کند و مصمم است علی‌رغم چالش‌ها، آن را در حرفه جدید خود ادامه دهد.
ناتان فیلیون، رهبر سریال طی مصاحبه ای اظهار داشت که این درام از یک داستان واقعی الهام گرفته شده‌است زیرا LAPD یکی از دو آژانسی است که افسران جدید بالای ۳۷ سال را می‌پذیرد. مردی که داستانش الهام بخش فرضیه نمایش بود، بعداً مشخص شد که بیل نورکراس است، که همچنان در لس آنجلس و همچنین به عنوان تهیه‌کننده اجرایی در The Rookie خدمت می‌کند.

## تولید

### پخش
"The Rookie" در ایالات متحده از شبکه ABC پخش می‌شود. فصل اول سه شنبه پخش شد، در حالی که فصل دوم یکشنبه پخش شد."The Rookie" در بیش از ۱۸۰ کشور و منطقه مجوز گرفته‌است.

### نمایش خانگی
فصل اول به صورت DVD در منطقه ۱ در تاریخ ۲۷ اوت ۲۰۱۹ منتشر شد. و در منطقه ۴ (استرالیا) در ژانویه ۲۲، 2020.
| نام دی وی دی | تاریخ‌های عرضه | تاریخ‌های عرضه | تاریخ‌های عرضه  | اپیزودها | دیسک‌ها |
| نام دی وی دی | منطقه ۱       | منطقه ۲       | منطقه ۴        | اپیزودها | دیسک‌ها |
| ------------ | ------------- | ------------- | -------------- | -------- | ------ |
| 1            | ۲۷ اوت ۲۰۱۹   | —             | ۲۲ ژانویه ۲۰۲۰ | ۲۰       | ۴      |
| 2            | TBA           | —             | ۲۴ فوریه ۲۰۲۱  | ۲۰       | ۵      |
| 3            | TBA           | —             | ۱۶ فوریه ۲۰۲۲  | ۱۴       | ۴      |
| 4            | TBA           | —             | TBA            | ۲۲       |        |

## بازخورد
| فصل | اسلات زمان (ET)    | قسمت‌ها          | نخستین پخش      | نخستین پخش         | آخرین پخش     | آخرین پخش                                   | فصل تلویزیونی | رتبه تماشاچیان | میانگین تماشاچیان (میلیون) |
| فصل | اسلات زمان (ET)    | قسمت‌ها          | تاریخ           | تماشاچیان (میلیون) | تاریخ         | تماشاچیان (میلیون)                          | فصل تلویزیونی | رتبه تماشاچیان | میانگین تماشاچیان (میلیون) |
| --- | ------------------ | --------------- | --------------- | ------------------ | ------------- | ------------------------------------------- | ------------- | -------------- | -------------------------- |
| ۱   | سه شنبه ۱۰:۰۰ p.m. | ۲۰              | ۱۶ اکتبر ۲۰۱۸   | 5.43               | ۱۶ آوریل ۲۰۱۹ | 4.06                                        | ۲۰۱۸–۱۹       | ۴۸             | 7.79                       |
| ۲   | یکشنبه ۱۰:۰۰ p.m.  | ۲۰              | ۲۹ سپتامبر ۲۰۱۹ | 4.11               | ۱۰ مه ۲۰۲۰    | 4.66                                        | ۲۰۱۹–۲۰       | ۳۲             | 8.19                       |
| ۳   | یکشنبه ۱۰:۰۰ p.m.  | ۱۴              | ۳ ژانویه ۲۰۲۱   | 3.44               | ۱۶ مه ۲۰۲۱    | 3.77                                        | ۲۰۲۰–۲۱       | ۲۹             | 7.11                       |
| ۴   | یکشنبه ۱۰:۰۰ p.m.  | ۲۲              | ۲۶ سپتامبر ۲۰۲۱ | 3.03               | ۱۵ مه ۲۰۲۲    | 3.65                                        | ۲۰۲۱–۲۲       | ۳۳             | 6.44                       |
| ۵   | TBA                | ۲۵ سپتامبر ۲۰۲۲ | 3.36            | TBA                | TBD           | [[برنامه شبکه‌های تلویزیونی ایالات متحده\|]] | TBD           | TBD            |                            |